# Missionários do Espírito Santo
Não confundir com a Congregação do Espírito Santo.
Missionários do Espírito Santo (M.Sp.S.) é uma congregação da Igreja Católica Romana fundada em 25 de dezembro de 1914, no México, pelo padre Félix de Jesús Rougier.
Com sede na Cidade do México, a ordem possui 237 sacerdotes, e tem como Superior Geral, desde 2016, o Fr. Francisco Daniel Rivera Sánchez.